# 滅火器

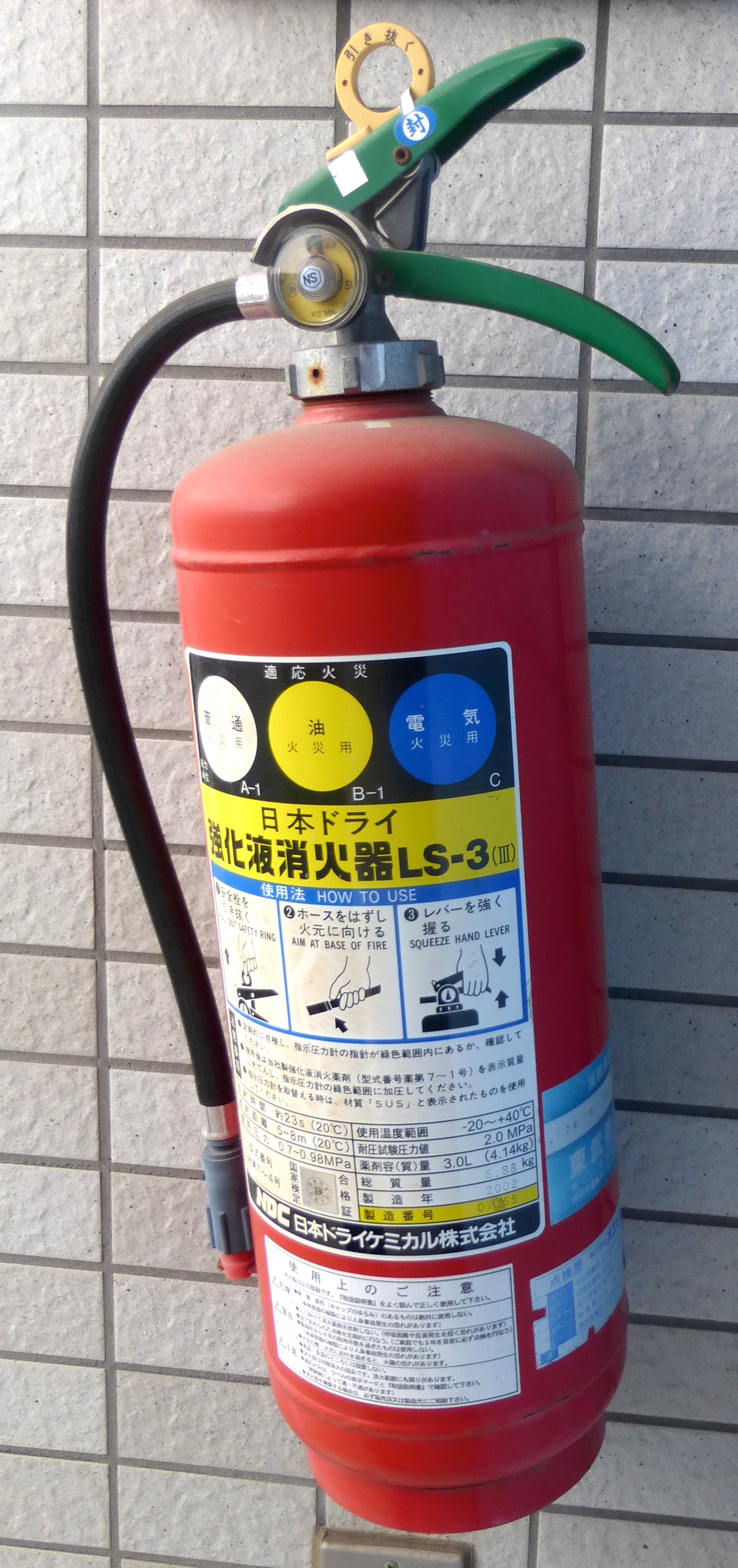
滅火器

ISO 7010標準中的滅火器標誌

滅火器（英語：Fire extinguisher），常被稱為滅火筒，是一種可携式滅火工具。滅火器內藏化學物品，用以救滅火灾。滅火器是常見的防火設施之一，存放在公眾場所或可能發生火警的地方。因為其設計簡單可携，一般人亦能使用來撲滅剛發生的小火。不同種類的滅火筒內藏的成分不一樣，是專為不同的火警而設。使用時必須注意以免產生反效果及引起危險。

## 歷史
首個現代滅火器由英國人乔治·威廉·曼比於1816年發明。當時的設計是使用銅罐，內藏壓縮空氣及3加侖（約7公升）碳酸鉀溶液。19世紀末起開始使用碳酸—硫酸滅火器。內藏的滅火劑主要為碳酸氫鈉（即小蘇打）溶液，另一小容器內則為硫酸。使用時將小容器打破，兩者混合後產生二氧化碳的壓力將溶液推出。

## 結構
滅火器通常由以下配件所組成（見右圖）：

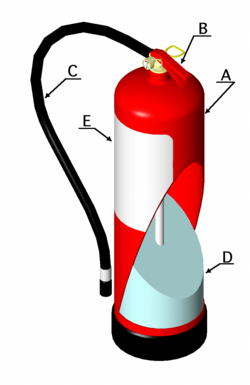
滅火器切面圖

- 一個或數個罐或筒（A），內藏滅火劑或推進氣，或兩者皆有。
- 一個筏門（B），用以阻擋或控制滅火劑的流動。
- 一條喉管（C），用以將滅火劑噴射至火上。3公斤以下的滅火器可能沒有喉管，只有噴嘴。
- 滅火劑（D），當滅火劑噴射或接觸著火的物料時，能令火熄滅或燃燒受控。
- 推進氣體，將滅火劑推出。
- 標籤（E），顯示使用方法，限制，限期等資料。

滅火器內藏的如果是水、泡沫式、粉劑或鹵代烷（Halon，亦稱海龍、哈隆），其筒內壓為100萬至300萬帕，常見材料為碳鋼或不鏽鋼。使用二氧化碳的滅火筒內壓高達2500萬帕，通常由合金鋼，或鋁合金製造。

## 分類
不同地方對滅火器的分類稍有不同，但基本上都是按火的種類分為6類。
為了避免歧義，此條目使用下表第1類到第6類的火災分類，以下為各國火災分類比較的對照表：
| 此條目使用的分類 | 第1類火災（含碳可燃固體之火災） | 第2類火災（可燃液體之火災） | 第3類火災（可燃氣體之火災） | 第4類火災（通電中的電器之火災）               | 第5類火災（廚房火災、動植物油與食用油之火災） | 第6類火災（可燃固體金屬之火災） |
| 歐盟、英國       | A類                             | B類                         | C類                         | 原本為E類，現在無單獨分類，被合併到A類與B類中 | 原本為B類，現在被單獨分類為F類                | D類                             |
| 台灣             | A類普通                         | B類汽油類                   | B類汽油類                   | C類電器                                       | B類食用油                                     | D類金屬                         |
| 中國大陸         | A類                             | B類                         | C類                         | E類                                           | F類                                           | D類                             |
| 美國             | A類                             | B類                         | B類                         | C類                                           | K類                                           | D類                             |
| 澳大利亞         | A類                             | B類                         | C類                         | E類                                           | F類                                           | D類                             |

以下分類是歐盟標準：
- A類（Class A）：含碳可燃固體之火警，如木、草、紙張、塑膠、橡膠
- B類（Class B）：可燃液體之火警，如汽油、柴油、油、機油、酒精
- C類（Class C）：可燃氣體之火警，如石油氣、天然氣、乙炔、甲烷
- D類（Class D）：可燃固體金屬之火警，如鎂、銅、鐵、鋁、鈉、鉀、鋰
- F類（Class F）：燃燒烹調用脂肪和油的火警，如动植物油脂、食用油

注：
根據歐盟2005年標準，原B類火災中的動植物油脂被單獨分類為F類，原E類（Class E）既：通電物體之火警，已經被合并到A類與B類火災。
不同的滅火器是專為指定類型的火警而設，亦只應用在該種火警之上，否則可能產生危險。

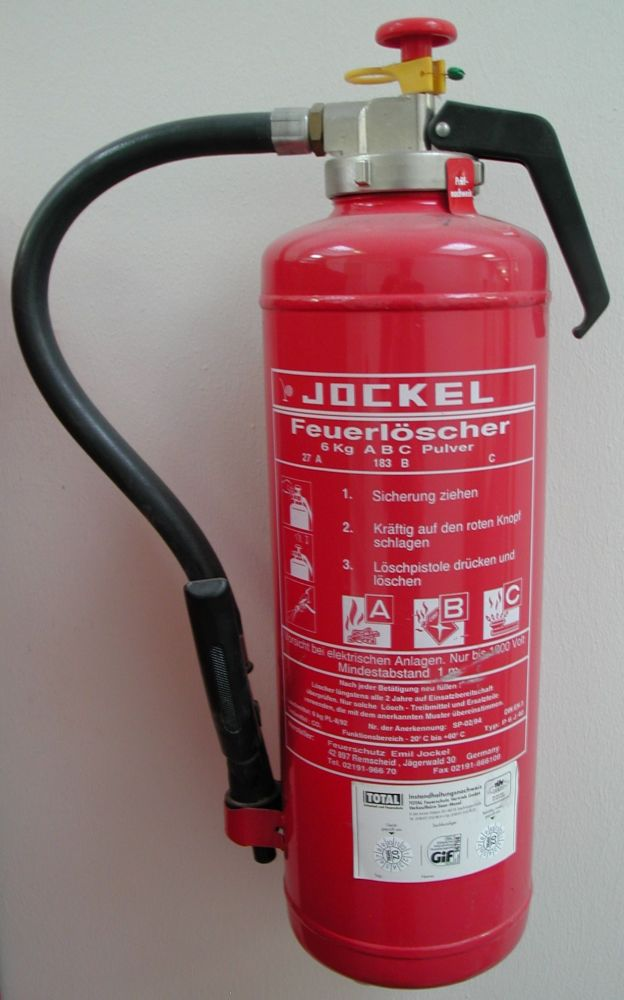
ABC類滅火器

據歐盟標準，A類及B類滅火器會加上一個數字，用以表示該滅火器能有效撲滅火災之大小。
- A類：可有效撲滅燃燒木材火災之直徑，以厘米表示，通常為5至233的數字。
- B類：可有效撲滅燃燒正庚烷火災之容量，以升表示，通常為5至233的數字。

例如，一個13A 168B的滅火器正確使用時可以把直徑1.3米長的木火，或浮在水上168公升的庚烷火救熄。
可以在標準測試中撲滅石油氣火的滅火器，可加入C，但不設數字標準。
一個品質良好，6公斤的乾粉式滅火器，常見標準為21A 233B C。5公斤二氧化碳式則為89B。放在車上的一公斤滅火器則多為34B C，或8A 34B C。

### 台灣
依據滅火器型式認可基準，合格滅火器必須依循「型式認可」和「個別認可」的規定，標示 A (普通火災)、B (油類火災)、C (電器火災) 三種類型和代表圖案，不能任意增加其他類別，例如F類、K類。
而台灣規定的「B類火災」，是指廣義的「油類火災」，除了汽油/引火性油類火災外，還包含了可燃性油脂/食用油火災，也就是涵蓋了F、K類的廚房火災。
- A類普通火災：紙類、木製品、纖維產品、棉被、塑膠、合成橡膠、樹脂等等易燃物質起火，一般建築物的火災就是屬於此類。
- B類汽油類火災－引火型類火災（包含氣體）：汽油、柴油、礦物油（燈油）、酒精醇類及瓦斯氣體，歸類為油類火災。
- B類食用油火災－炸油火災：動植物油、食用油、廚房火災，在台灣一律歸類為B類油類火災。因此無論是美國或中國定義的K類火災、F類火災，在台灣都含括在B類火災之中。
- C類電器火災：通電中之電氣設備，如電器、馬達、引擎、變壓器、電線、手機、電視或其他家電用品等，均屬電器火災。
- D類金屬火災：活性金屬如鎂、鉀、鋰、鋯、鈦等民生用品，像手機電池、手機殼、行李箱殼、鈦餐具、汽車零件、自行車零件等引起的火災。

### 中国大陆
中国大陆从2009年4月1日开始推荐使用新的《火灾分类》国家标准（GB/T4968-2008），与欧盟分类相近，将火灾分为6类，并以此选择相应的灭火器：
- A类火灾：固体物质火灾。这种物质通常具有有机物性质，一般在燃烧时能产生灼热的余烬。
- B类火灾：液体或可熔化的固体物质火灾。
- C类火灾：气体火灾。
- D类火灾：金属火灾。
- E类火灾：带电火灾。物体带电燃烧的火灾。
- F类火灾：烹饪器具内的烹饪物（如动植物油脂）火灾。

### 美國
美國標準與其他國家接近，分為：A、B、C、D、K：
- A：含碳可燃固體之火警，如木、草、紙張、塑膠、橡膠
- B：可燃液體之火警，如汽油、柴油、油、機油
- C：通電物體之火警
- D：可燃固體金屬之火警，如鎂
- K：廚房發生之火警

## 標籤
滅火器的標準顏色通常為紅色。英國在1997年前規定滅火器按其滅火劑種類使用不同顏色，但1997年後改為全部紅色，配以不同顏色標籤。部份歐洲國家亦採用類似標籤。

### 1997年前英國及香港
| 種類     | 1997年前英國／香港規定顏色 | 現行                     |
| -------- | -------------------------- | ------------------------ |
| 水       | 紅色                       | 紅色                     |
| 泡沫     | 奶白色                     | 紅色加奶白色說明標籤     |
| 粉末     | 淺藍色                     | 紅色加淺藍色說明標籤     |
| 二氧化碳 | 黑色                       | 紅色加黑色說明標籤       |
| 鹵代烷   | 綠色                       | 已禁用（因會損害臭氧層） |
| 濕粉     | 不適用                     | 紅色加黃色說明標籤       |

### 臺灣
| 標籤顏色                          | 種類                                                                                     |
| --------------------------------- | ---------------------------------------------------------------------------------------- |
| （A類）白底黑字標示「普通火災用」 | 一般火災指木材、紙張、綿紗、布料、塑料等易燃物質。                                       |
| （B類）黃底黑字標示「油類火災用」 | 油類火災指溶劑、油類、液化气等石油系列物質；也泛指動植物油脂、食用油等廚房常見油類火災。 |
| （C類）藍底白字標示「電氣火災用」 | 電器類火災指電器類通電中設備（尚未切斷電源的火災）。                                     |
| （D類）專用類別文字               | 活性金屬如鎂、鉀、鋰、鋯、鈦等或其他禁水性物質燃燒引起的火災。                           |

## 滅火劑成份
滅火器釋放的可以是固體、液體或氣體滅火劑。
| 火災分類滅火器成分 | 1（含碳可燃固體之火災，如：木頭、草、紙張、塑膠、橡膠、棉被、纖維產品） | 2（可燃液體之火災，如：汽油、柴油、礦物油、機油、酒精） | 3（可燃氣體之火災，如：石油氣、天然氣、乙炔、甲烷） | 4（通電中之電氣設備之火災，如：馬達、引擎、變壓器、電線、手機、電視） | 5（燃燒烹調用脂肪和油之火災，通常為廚房發生之火災，如：動植物油脂、食用油，炸油 | 6（活性金屬之火災，如：鎂、鋁、鈉、鉀、鋰） |
| 水                 | 迅速滅火                                                                | 無法滅火                                                | 無法滅火                                            | 無法滅火，且會觸電                                                    | 無法滅火                                                                        | 無法滅火，且產生的氫氣會爆炸                |
| 強化液             | 迅速滅火                                                                | 可滅火，但效能較低                                      | 無法滅火                                            | 可滅火                                                                | 迅速滅火                                                                        | 無法滅火                                    |
| 中性強化液         | 迅速滅火                                                                | 可滅火，但效能較低                                      | 無法滅火                                            | 可滅火                                                                | 迅速滅火                                                                        | 無法滅火                                    |
| 泡沫               | 可滅火                                                                  | 迅速滅火                                                | 無法滅火                                            | 無法滅火，且會觸電                                                    | 無法完全滅火、抑制火災                                                          | 無法滅火，且產生的氫氣會爆炸                |
| 乾粉               | 可滅火                                                                  | 迅速滅火                                                | 迅速滅火                                            | 可滅火，但其腐蝕性很可能令電器設備無法修復                            | 可滅火                                                                          | 無法滅火                                    |
| 濕粉               | 無法滅火                                                                | 無法滅火                                                | 無法滅火                                            | 無法滅火                                                              | 迅速滅火                                                                        | 無法滅火                                    |
| 二氧化碳           | 可滅火，但效能較低                                                      | 可滅火                                                  | 可滅火                                              | 可滅火                                                                | 無法滅火                                                                        | 無法滅火，且會變成有毒的一氧化碳            |
| 鹵化烷             | 可滅火，但效能較低                                                      | 迅速滅火                                                | 迅速滅火                                            | 迅速滅火                                                              | 迅速滅火                                                                        | 無法滅火，且會變成有毒的光氣                |
| 潔淨               | 可滅火                                                                  | 可滅火                                                  | 可滅火                                              | 可滅火                                                                | 無法滅火                                                                        | 無法滅火                                    |
| 金屬火災用滅火劑   | 無法滅火                                                                | 無法滅火                                                | 無法滅火                                            | 無法滅火                                                              | 無法滅火                                                                        | 可滅火                                      |

### 水

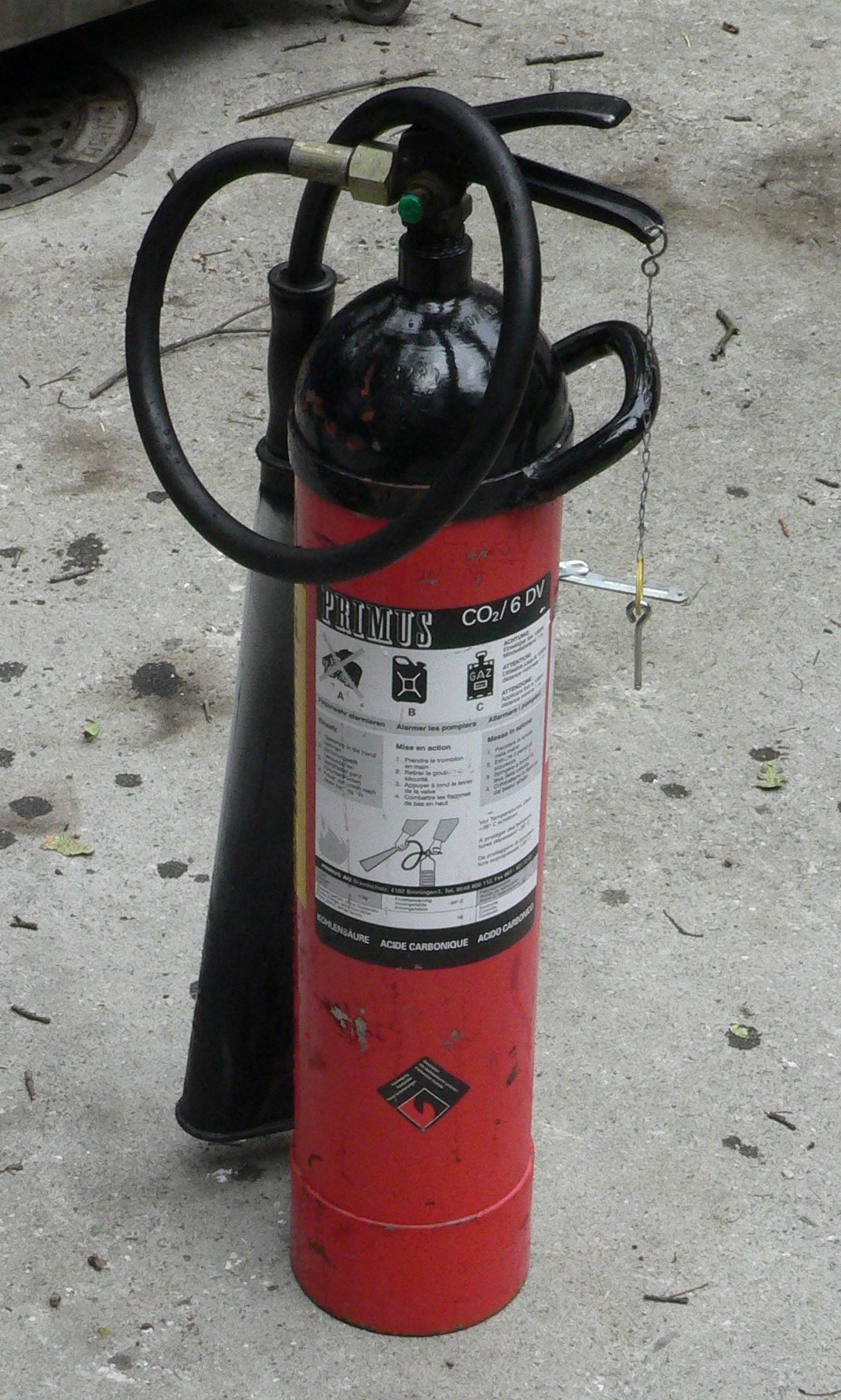

第1類滅火器最常用的滅火劑是水。水對燃料表面有極佳降溫效果，可減低燃料氣化。滅火器的水通常不會大量霧化，因此對燃燒中的氣體作用不大。通常水劑滅火器內會加入少量其他化學品，以避免滅火器生鏽。部份滅火器亦加入少量化學物減少水的表面張力，讓水能更容易滲入燃燒中物體內部。
水不一定能救滅液體（第2類）火災與氣體（第3類）火災，視乎液體或氣體燃燒的份子的極性。水可以救滅極性燃料（如酒精）的火，但用在非極性燃料（如燃油）上，卻會把火散開，令其更為不受控。
把水射到電火（第4類）上，可能會令施用者被電擊。除非電力肯定已被切斷，或者使用特別噴嘴，令水成為非連續之水珠，否則不應用水在電火之上。

### 強化液
「強化液」是新一代環保無毒、清淨、強效、效期更長的滅火藥劑，主要成分為水和碳酸鉀，遇熱分解產生二氧化碳和水，具有窒息和冷却的效果。能和燃燒過程中生成的氫氧基反應，抑制反應鏈，導致燃燒中斷；與食用的動植物油類火災反應會產生皂化，達到覆蓋滅火效果。
對於普通（第1類）火災、油類（第2類）火災、廚房（第5類）火災具有優越的滲透力和滅火性能（惟第2類火災效能較低），滅火後不易復燃；搭配特殊設計的噴嘴，以霧狀噴射時也適用於電氣（第4類）火災，無觸電風險，可撲滅生活中常見的各類火災。
強化液不含PFOS、PFOA等毒性有害物質（但日本官方曾有公告資訊顯示，曾有添加PFOS的案），-20°C低溫不結凍。液態透明藥劑，噴射時不會遮蔽視線，滅火後不會有粉末四散的問題，好清理不沾黏，到期後可自行處理，沒有無法回收的環保問題（但普通強化液，因PH質趨於鹼性，故不可直接排入水源），是歐、美、日等先進國家常見的滅火藥劑成分。

### 中性強化液
「中性強化液」由水、胺磺酸銨、有機磷酸鹽等製作而成，環保無毒，是對人體和環境友善的安心配方，也是效期更長的新形態滅火藥劑，能強力滲透火根，滅火後不易復燃，沒有傳統乾粉滅火器粉塵瀰漫的問題，好清潔不沾黏。
pH值約7~7.3之間，溫和環保近乎純水，但卻具有比水滅火器、乾粉滅火器更強效的滅火效能值。對於生活中常見的普通（第1類）火災、油類（第2類）火災、廚房（第5類）火災都具有相當優越的滅火滲透能力（惟第2類火災效能較低）；其特殊噴嘴設計，也能撲滅電氣（第4類）火災，且無觸電風險。

### 泡沫

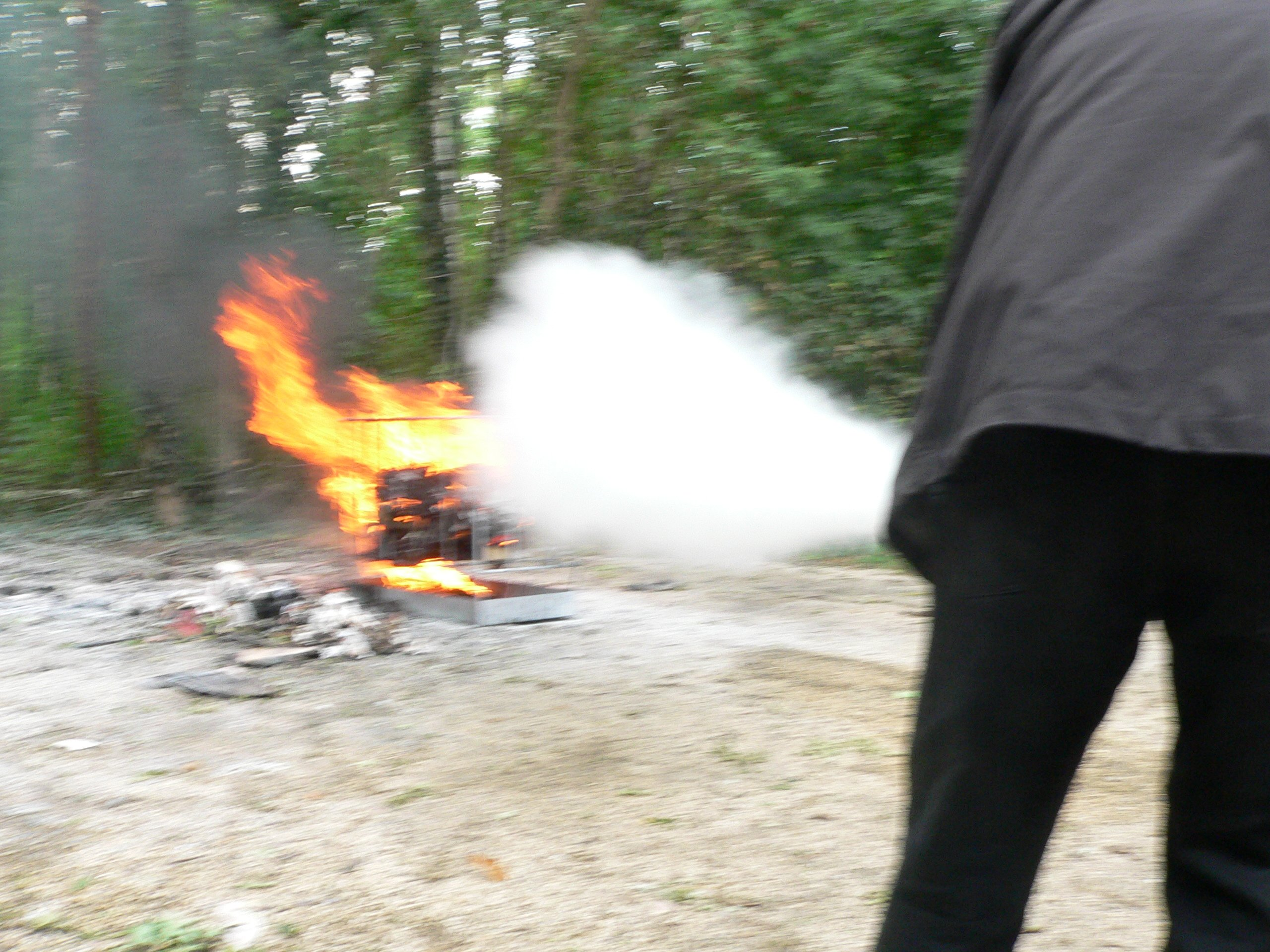
以滅火器撲滅汽油火

泡沫常被用在第2類火之上，亦可用在第1類火。通常泡沫滅火劑是水加入泡沫劑，令泡沫能浮在燃燒中的液體之上，隔絕火及燃燒表面。普通泡沫可用在非極化燃料如汽油之上，但用在極化液體如酒精或甘油則可能會過快分解而失效。儲存大量極化易燃液體的地方要使用特別之酒精泡沫。傳統泡沫滅火劑，常見問題添加成份為PFOS、PFOA，這類物質，會長期蓄積於人體，有致癌風險。

### 乾粉
第2、3類或電火（第4類）可使用乾粉滅火劑。乾粉滅火劑主要為兩類：
- BC粉是碳酸氫鈉或碳酸氫鉀粉末，以二氧化碳或氮氣推動。粉末能吸收火的熱力，令燃燒的化學反應無法繼續。部分粉末亦可稍為抑制化學反應進行。粉末可令火勢暫停漫延，但未必足以壓滅火。因此通常會與泡沫一同使用。
- ABC粉是硫化銨或磷酸二氫銨。除了能壓制火外，還會溶解成一層黏膜，阻隔燃燒表面與氣體的熱力傳送。因此對第1類火亦有效。ABC粉是對付多種火最佳的選擇。但對付立體的第1類火，則以水或泡沫較為有效。

這兩類粉劑皆可用在電火（第4類）之上，但其腐蝕性很可能令設備無法修復。

### 濕粉
以乙酸鉀或檸檬酸鉀及碳酸氫鉀造成，可用在廚房火災（第5類）上。粉末除了降溫外，亦能皂化，在煮食油上形成一層泡沫。但皂化只會在動物油脂上發生，因此只能用在第5類火上。

### 二氧化碳（乾冰）

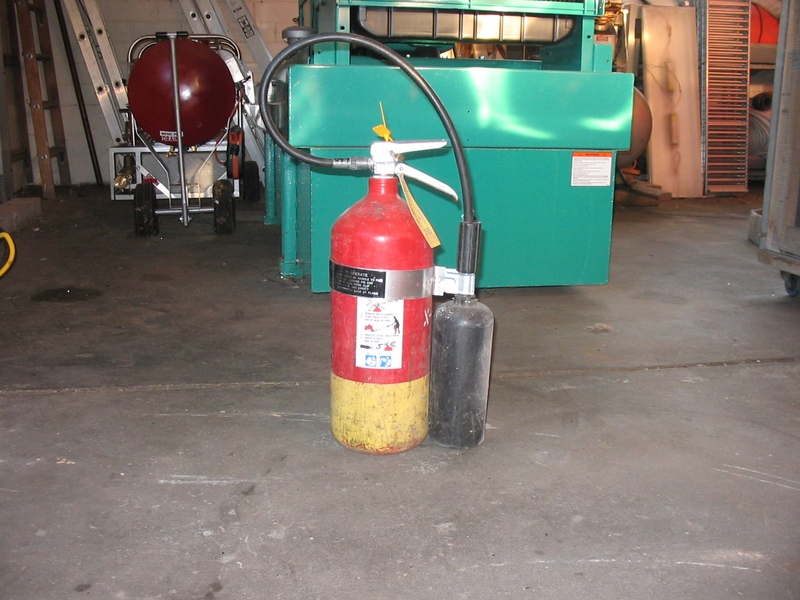
二氧化碳滅火器

二氧化碳（CO2）主要用在第2、3、4類火上。用在第1類火上是可行的，但必須長時間使用，手提滅火器不可能提供足夠的劑量。其作用是把空氣排擠，令火失去氧氣熄滅。因為二氧化碳是氣體不會殘留，故可用於電火（第4類）可避免損壞設備和物品，所以機房及保管貴重物品、古董的地方以二氧化碳滅火器為主。二氧化碳滅火器的噴喉頂部通常為一筒狀。由於二氧化碳儲存在滅火器時是十分低溫，使用時要小心避免接觸，以免引起凍傷。因使用二氧化碳滅火時會減少火場及燃燒物品的氧氣量，所以在空氣不流通的環境下使用二氧化碳滅火會影響呼吸，不適合長時間使用，使用後必須盡快離開現場。

### 鹵化烷

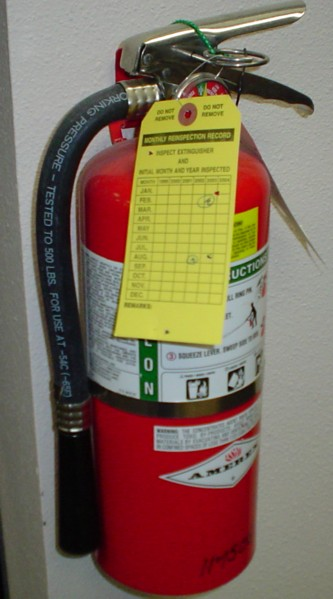
鹵化烷滅火器

鹵化烷（Halon，亦稱海龍、哈隆）是一種多功能滅火劑，能救滅第6類以外的火，而且只需頗低的份量（不足5%）即可。鹵代烷用在第1類火亦可，但其效果不佳，9磅（4公斤）的鹵代烷滅火器只等於1/4加侖水，而且易為風所影響。鹵代烷是少數在飛機內亦可安全施放的滅火劑，不會對飛機構成腐蝕；飛機上常用海龙1211。在密封的情況下，鹵化烷有微毒；非常溫壓下，甚至可能水解出「光氣」。鹵化烷能改變火的熱力分佈，同時抑制火的化學反應。由於鹵化烷屬氯氟化碳，會對臭氧層造成破壞，因此正逐漸被取代。1992年起加拿大已禁止使用及販賣鹵化烷滅火器。2003年以後歐洲及英國亦禁止在飛機以外使用鹵化烷。在中國，據国家环境保护总局規範，鹵化烷被禁止用作滅火劑。

### 潔淨滅火劑
氟化碳合物
FM-200（HFC-227ea、七氟丙烷是無色、無味、不導電、無二次污染的氣體，具有清潔、低毒、電絕緣性好，滅火效率高的特點，特別是它對臭氧層無破壞（ODP=0），在大氣中的殘留時間比較短（ATL=41Y），其環保性能明顯優於鹵代烷，是目前為止研究開發比較成功的一種潔淨氣體滅火劑，被認為是替代鹵代烷1301、1211的最理想的產品之一。
ARGONITE
ARGONITE / C-60系統為KIDDE研究推展以取代海龍1301之環保氣體滅火產品，在全世界經測試合格取得認證，能有效撲滅易爆炸或易燃燒材質所引起的火災，適用於一般水、泡沫或乾粉無法作用的防護區域。
ARGONITE / C-60鋼瓶內裝ARGONITE混合式的惰性氣體，50%為ARGON氬氣（Ar），50%為氮氣（N2）。這兩種氣體皆由大氣中自然產生，在密閉空間中能在60秒內將氧氣濃度降至15%以下，使空氣轉化為不易燃燒的惰性空氣，同時允許人類在短時間繼續存活並逃離現場。 
ARGONITE / C-60無色無味且中性，不會造成溫室效應。釋放時，不造成霧氣效果，因此不影響視覺。 
3M™ Novec™ 1230
3M 專利化學技術 3M™ Novec™ 1230 潔淨滅火藥劑，用於保護電腦室、控制中心、文件儲存資料中心及其他重要設施的安全運作，免於火災的破壞。
根據 3M 專利化學技術，Novec 1230潔淨滅火藥劑滿足產業對安全且有效的潔淨滅火藥劑需求，同時提供其他鹵化碳滅火藥劑（像是HFCs）無法達成的環保特質 :
- 不會破壞臭氧層（ODP=0）
- 5天內在大氣中自然分解
- 全球暖化潛值為 1（GWP=1）
- 3M公司強調，魔龍滅火器 （页面存档备份，存于）只適合處理初級小火，遇上600度以上的高溫時，將會產生化學物質氫氟酸，較適合工廠使用

### 第6類火
第6類火由燃燒中的金屬產生。這類火製造大量高熱及極具反應性。例如燃燒中的鎂會把水分解，產生的氫氣可引起爆炸；鹵化烷亦會被分解成有毒之光氣，同樣可能產生爆炸。就算是以氮氣或二氧化碳包圍燃燒中的金屬，仍然可能繼續悶燒，並能把二氧化碳變成有毒之一氧化碳。因此對第6類火並沒有單一滅火劑可用，而必須按所儲物料預備不同滅火劑。而使用時亦必須經過特別訓練。部份用在第6類火的滅火劑如下：
- 氯化鈉及石墨粉末，以鏟施放。適用於鈉、鉀、鎂、鈦、鋁等多數金屬火。
- 石墨粉末以長柄鏟施放，用於金屬粉末起火。滅火器的氣體可能把金屬粉吹起，引起塵爆。石墨能隔絕空氣及帶走熱力。
- 以氬氣推動銅粉滅鋰火。氬能隔絕空氣及銅能帶走熱力，並黏附在溶解之鋰金屬上。
- 在沒有以上物料時，必要時以長柄鏟把乾沙堆在金屬火上。但沙中的極少水份都有可能引起蒸氣爆炸，把金屬射到四周。

### 細水霧
細水霧是海龍滅火器的替代品，可以扑灭液体（第2類）火。其主要机理是吸熱、置換氧氣和隔絕輻射。

## 維修
滅火器必須定時檢查及維修，以確保效能及安全。大部份地區都規定滅火器需要由合資格人士定期檢查。長期沒有維修的滅火器不但可能無法使用，更可能因壓力而爆炸，或適得其反，無法滅火。

## 外部連接
维基共享资源上的相關多媒體資源：滅火器